# Ґордон Інґрам
Ґордон Інґрам (народився 30 грудня 1924 — помер 4 листопада 2004): — американський винахідник та підприємець. Він заснував фірму Military Armaments Company та створив пістолети-кулемети MAC-10 та MAC-11. Також він був відомий як популяризатор пістолетів-кулеметів.